# Pterostichus proctractus
Pterostichus proctractus är en skalbaggsart som beskrevs av John Lawrence LeConte 1860. Pterostichus proctractus ingår i släktet Pterostichus och familjen jordlöpare. Inga underarter finns listade i Catalogue of Life.